# Speri (región)
Speri, también conocido como Sper (en armenio: Սպեր, romanizado: Sper; en georgiano: სპერი, romanizado: Speri), es una región histórica que ahora forma parte de la región de Anatolia Oriental de Turquía. Tenía su centro en los tramos superiores del valle del río Çoruh, su probable capital era la ciudad de İspir, o Sispiritis como se indica en el mapa junto a la frontera bizantino-sasánida, y originalmente se extendía hacia el oeste hasta la ciudad de Bayburt y las llanuras de Bayburt.

## Origen
Sper era parte de la antigua confederación Azzi-Hayasa en tierras de las tierras altas de Armenia, en el segundo milenio antes de Cristo.
Algunos piensan que el nombre Speri se deriva de saspires. Según la teoría más extendida, era una tribu georgiana. Sin embargo, sus orígenes también se han atribuido a los escitas.

## Historia

### Antigüedad

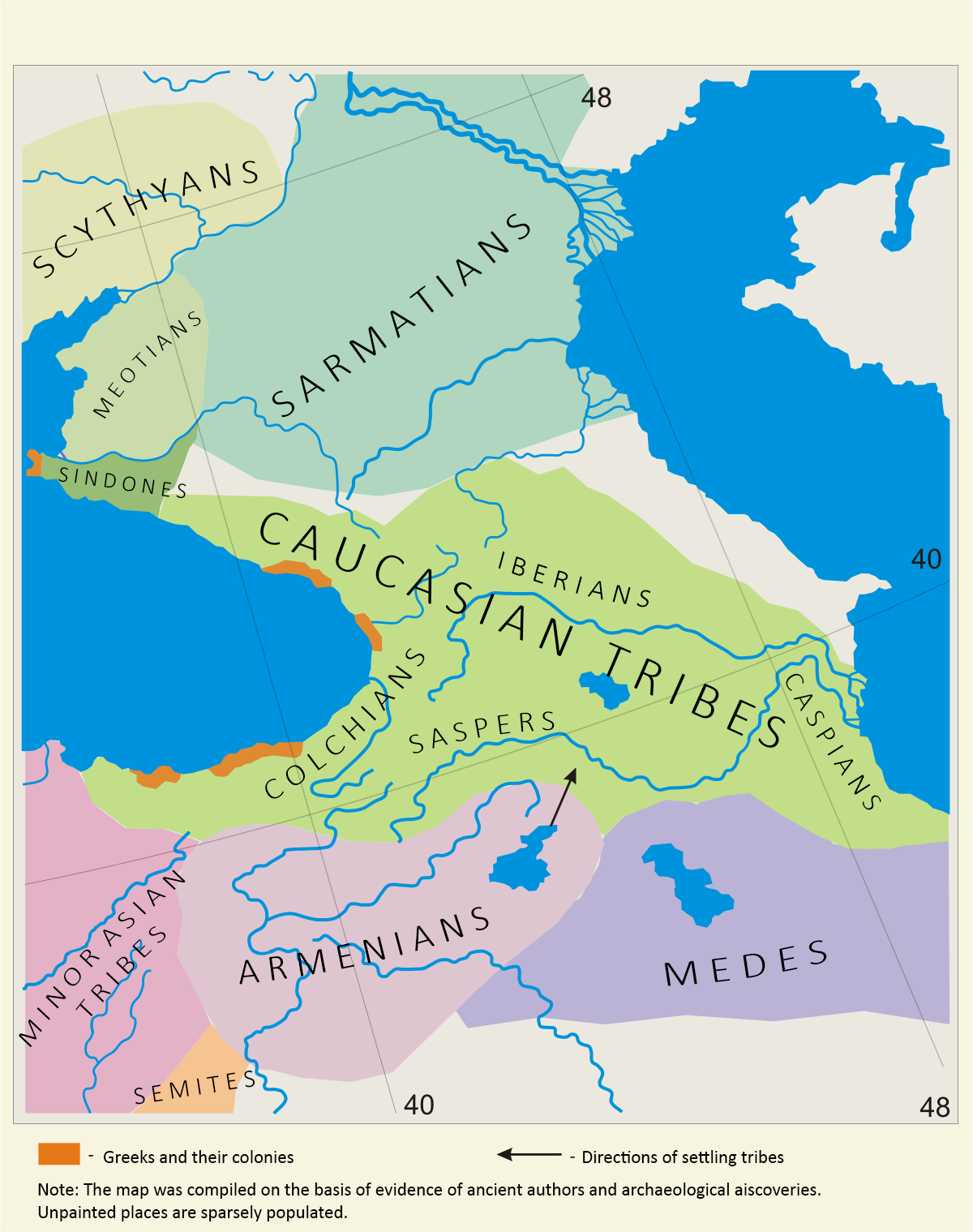
Mapa étnico del Cáucaso en los siglos v y iv a. C. Durante ese período, los saspires habitaron el área entre los ríos Çoruh, Kurá, Aras y Éufrates.

En el segundo milenio antes de Cristo en las tierras de Sper había una antigua confederación Azzi-Hayasa que eran los armenios.

Más allá de los persas, al norte, están los medos; y junto a ellos están los saspires [Σάσπειρες]. Contiguas a éstas, y donde el Fasis desemboca en el mar del norte, están los cólquides.
Herodoto

Sper de la antigüedad tardía era parte de Armenia y es probablemente el Sispiritis de los autores clásicos. Sispiritis se menciona en la Geografía de Estrabón: una de las dos áreas (la otra es Acilisene) pobladas por seguidores de "Armeno de Armenio", el fundador epónimo de la raza armenia. Estrabón también menciona "minas de oro en Hispiratis".

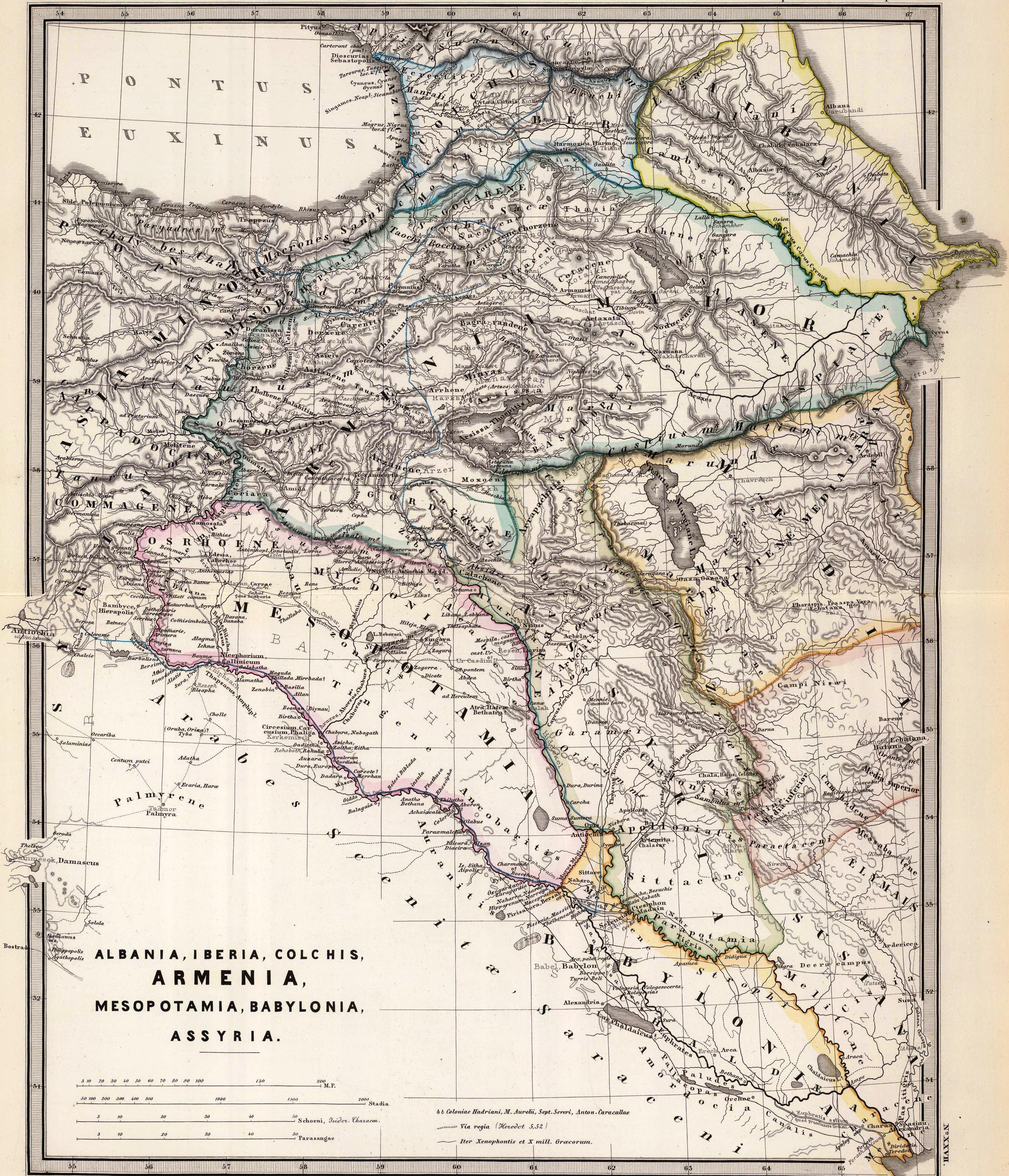
Armenia, Mesopotamia, Babilonia y Asiria con regiones adyacentes, Karl von Spruner, publicado en 1865.

Después de la partición de Armenia en la década de 380 en estados clientes romanos y sasánidas, Sper fue uno de los nueve distritos que formaban el territorio del reino armenio de Arshak III. Sper en ese período era un principado, el dominio ancestral del clan Bagratuni. Su capital era la fortaleza de Smbatavan o Smbataberd, que pudo haber estado ubicada en Bayburt o İspir. En la parte norte del principado había un territorio habitado por personas no armenias llamados cálibes, cuyo nombre se conservó en el nombre armenio alternativo para el valle de Sper: Khaghto Dzor (Valle caldeo). Después de la muerte de Arshak, en 390 su reino fue anexado por Roma y se convirtió en una provincia romana llamada Armenia Interior.
Durante la época de Justiniano, esta provincia se incorporó a Armenia Magna ("Gran Armenia"). En la Geografía de Anania Shirakatsi, un texto del siglo vii, Sper figura como parte de Bardzr Hayk ("Alta Superior" o "Alta Armenia"). Hewsen especula que "Bardzr Hayk" puede ser simplemente una traducción del nombre romano/bizantino de la provincia. La frontera entre la Armenia gobernada por los bizantinos y la gobernada por los persas sasánidas cruzaba el valle de Çoruh en algún lugar entre İspir y Yusufeli.
Sper fue un dominio de Bagrátida en los siglos iv al vi, pero en algún momento perdieron el control directo de Bayburt ante el imperio bizantino, posiblemente poco después de 387. Bayburt fue fortificado por los bizantinos en el período de Justiniano y finalmente se incorporó a su tema de Caldia.

### Edad Media
En 1203, Solimán de Rum decidió capturar las costas del sur del mar Negro y gobernar Asia menor. Invadió el Reino de Georgia con 400 000 guerreros musulmanes de los emiratos y sultanatos de Erzinca, Abulistán, Erzerum y Sham (Siria) y tomó el control de varias provincias del sur de Georgia, incluida Speri. En el mismo año, al ganar en la batalla de Basiani, Georgia logró desterrar a los turcos y liberar de nuevo la región de Speri.

Durante treinta y un años, la bendita Tamara, con la sabiduría de Salomón y el coraje y cuidado de Alejandro, sostuvo su reino (firmemente) en sus manos, que se extendía desde el mar Póntico hasta el mar de Gurgan, desde Speri hasta Daruband, y todas las tierras de este lado de las montañas del Cáucaso, así como Jazaria y Escitia del otro lado. Se convirtió en heredera de lo prometido en las nueve Bienaventuranzas.

En el siglo xv, Sper estaba controlada por la confederación Ak Koyunlu. En 1502, tras la derrota y colapso de la confederación, su territorio pasó a manos del Imperio safávida; sin embargo, el gobierno localizado de Ak Koyunlu continuó en Sper hasta que, aprovechando la disolución del estado de Ak Koyunlu tras la muerte de Yakub, fue tomado por Mzechabuk, el atabeg de Samtsje. El nombre del lugarteniente de Mzechabuk a cargo de İspir durante todo o parte de este período se conoce gracias a un colofón añadido en 1512 a un manuscrito armenio que habla del "principado sobre Sper del barón Kitevan, de la nación georgiana". Mzechabuk siguió una política de apaciguamiento con el Imperio otomano y entregó la fortaleza de İspir al sultán Selim I en octubre de 1514. El Imperio Otomano había tomado todo Sper de Mzechabuk probablemente en 1515.

### Historia moderna temprana
En 1520, Sper se convirtió en kaza dentro del Imperio otomano; en 1536 Speri se convirtió en sanjacado. El valle de İspir todavía era casi completamente cristiano armenio a principios del siglo xvi: el censo otomano no registró musulmanes. Los musulmanes aumentarían en siglos posteriores y eventualmente se convertirían en la mayoría. 
En 1548, durante la guerra otomano-safávida (1532-1555), las ciudades de İspir y Bayburt fueron tomadas y destruidas por sah safávida Tahmasp I.
Durante la Primera Guerra Mundial, en 1916 la región fue tomada por las fuerzas rusas y retomada por la recién formada República Turquía en 1918.